# أرملة سوداء قمية
الأرملة السوداء القمية أو أرملة جالاباجوس السوداء (الاسم العلمي: Latrodectus apicalis)، عنكبوت سام يستوطن في أمريكا الوسطى والجنوبية. وهي مثل معظم الأرامل السود لديها شكل الساعة الرملية حمراء اللون في الخلف ومن الصعب العثور عليها في بعض الأحيان. وقد عثر على هذا النوع في جزر غالاباغوس.